# كلايتون فايلا
كلايتون فايلا (بالإنجليزية: Clayton Failla)‏ (8 يناير 1986 في مالطا - ) هو لاعب كرة قدم مالطي في مركز الدفاع. شارك مع منتخب مالطا تحت 21 سنة لكرة القدم ومنتخب مالطا لكرة القدم. أما مع النوادي، فقد لعب مع سلايما واندريرز ونادي هيبرنيانز وŻabbar St. Patrick F.C. ‏.

## مسيرته الكروية
لعب كلايتون فايلا خلال مسيرته الاحترافية مع 6 أندية في عشرون موسمًا وسجل خلالها 97 هدفًا ضمن 415 مباراة. حيث فاز في أربعة مواسم بالكأس وفي ثلاثة مواسم بالدوري.
خاض كلايتون فايلا مسيرته مع Żabbar St. Patrick F.C. ‏ في موسم 2002–03 واستمر معه طيلة ثلاثة مواسم، مشاركًا في 33 مباراة سجل خلالها هدفين. ثم انتقل إلى نادي هيبرنيانز في موسم 2004–05 في المرة الأولى ليلعب معه خمسة مواسم ثم في موسم 2011–12 ليلعب معه سبعة مواسم، حيث شارك طوالها في 299 مباراة سجل خلالها 88 هدفًا. لينتقل بعدها إلى نادي سلايما واندريرز في موسم 2009–10 ولمدة موسمين، مشاركًا في 42 مباراة سجل خلالها هدفين. ثم انتقل إلى نادي بيركيركارا في موسم 2018–19 لمدة موسم واحد، مشاركًا في 10 مباريات سجل خلالها هدفًا واحدًا. هذا وانتقل لاحقًا إلى نادي هامرون سبارتانز في موسم 2019–20 لمدة موسم واحد، مشاركًا في 19 مباراة سجل خلالها هدفين.

## روابط خارجية
- كلايتون فايلا على موقع الاتحاد الأوربي (الإنجليزية)
- كلايتون فايلا على موقع قاعدة بيانات كرة القدم.إي يو (الإنجليزية)
- كلايتون فايلا على موقع ناشيونال فوتبول تيمز (الإنجليزية)
- كلايتون فايلا على موقع Soccerway.com (الإنجليزية)